# Baliochila barnesi
Baliochila barnesi är en fjärilsart som beskrevs av Henry Stempffer och Bennett 1953. Baliochila barnesi ingår i släktet Baliochila och familjen juvelvingar. Inga underarter finns listade i Catalogue of Life.